# Râul Cuanza
Cuanza (cunoscut sub denumirile de Coanza, Kwanza, Quanza sau Kuanza) este un râu în Angola, care se varsă îm Oceanul Atlantic la sud de capitala Angolei, Luanda. Potențialul hidroenergetic al râului este exploatat prin intermediul barajului Capanda, finalizat în 2004. Ultimii 250 km ai cursului sunt navigabili. Râul Kwanza a fost mentioat in Capitan la 15 ani de Jules Verne.
1. 1 2 3 4 5 6  OpenStreetMap, accesat în 22 mai 2019
2. ↑  OpenStreetMap, accesat în 20 mai 2019